# 2017年横浜市長選挙
2017年横浜市長選挙（2017ねんよこはましちょうせんきょ）とは、日本の地方自治体である横浜市の執行機関である横浜市長を選出するために執行された選挙。2017年7月30日に投開票が行われた。

## 概要
現職の林文子（現在3期目）の任期満了に伴う選挙。
この選挙は、改正された公職選挙法において、選挙権が20歳から18歳に引き下げられてから、初めての横浜市長選挙となった。統合型リゾート（IR）誘致の是非が争点の一つとなった。

### タイムライン
2016年
- 12月26日 - 特定複合観光施設区域の整備の推進に関する法律（IR推進法）が施行された。

2017年
- 1月11日 - 元逗子市長で元衆議院議員の長島一由が無所属で出馬する考えを表明した。記者会見で統合型リゾート（IR）誘致に反対の考えを述べた[2]。
- 1月25日 - 現職の林文子は記者会見し「（IR誘致に向けて）具体的な動きをやっていくのはかなり難しい」と述べ、「推進」から「白紙」に立場を変えた[3][4]
- 5月17日、横浜港運協会は拡大理事会を開き、横浜市が進める山下埠頭の再開発への見解をまとめた。この会で会長の藤木幸夫はIR誘致計画について、「カジノは必要ない」と述べた[5]。
- 6月6日 - 林は市議会本会議で出馬する考えを正式に表明した。林は出馬表明後、自由民主党、公明党、民進党の各党に支援を要請。自民党市連は同日の会見で林の推薦を決定したことを明らかにした[6]。
- 6月9日 - 公明党が林の推薦を決定。民進党は横浜市総支部協議会総会を開催。旧民主系が推す林と、維新の党出身の江田憲司の意向を受けて出馬を目論む横浜市議の伊藤大貴のどちらを推薦するか議論したが、結論は出なかった[7]。旧民主系の森敏明横浜市会副議長は「8年前、林さんを担いだ責任と義理、人情がある」と明かした[8]。
- 6月11日 - 民進党は、旧民主系と伊藤を支援する旧維新系の意見がまとまらず、自主投票とすることを決めた[9][10]。なお長島は衆議院議員時代民主党所属であったため、民進党系は実質3分裂選挙となった。
- 6月15日 - 連合神奈川が林の推薦を決定[11]。
- 6月20日 - 伊藤が民進党を離党し無所属で出馬する考えを正式に表明した[10]。
- 7月7日 - 日本共産党県委員会は伊藤を自主的に支援すると発表した[12]。次期衆院選をにらむ同党は「野党共闘の大義」を強調し、江田に協力する構えを見せた。しかし告示前の集会の壇上において、伊藤は民進党参議院議員の真山勇一に対しては握手に応じたものの、共産党参議院議員の小池晃に対しては握手を拒絶した[8]。
- 7月12日 - 自由党は伊藤を自主的に支援することを決定[13]。

## 選挙データ
- 選挙事由：任期満了
- 告示日：2017年7月16日
- 執行日：2017年7月30日（即日開票）

### 同日選挙
- 横浜市議会議員補欠選挙（緑区選挙区）

### 選挙の争点
出典：
- 2期8年の林市政の評価
- カジノを含む統合型リゾート（IR）の誘致の是非
- 市立中学校への給食導入の是非

## 立候補者
| 候補者名 （読みかた）          | 年齢 | 党派   | 現新 | 肩書きと代表的経歴                                      | 公式サイト                   |
| ------------------------------ | ---- | ------ | ---- | ------------------------------------------------------- | ---------------------------- |
| 林文子 （はやし ふみこ）       | 71   | 無所属 | 現   | 横浜市長 元東京日産自動車販売株式会社代表取締役社長ほか | 横浜市長 林文子 ウェブサイト |
| 長島一由 （ながしま かずよし） | 50   | 無所属 | 新   | 映画監督 元衆議院議員 元逗子市長（第14・15・16代）      | 長島一由                     |
| 伊藤大貴 （いとう ひろたか）   | 39   | 無所属 | 新   | 前横浜市会議員                                          | 横浜市長候補 伊藤ひろたか    |

横浜市広報などより

## 政党・団体の推薦・支援
- 林は自民党・公明党・連合神奈川から推薦を受けたほか牧山弘恵[17]、山尾志桜里ら民進党の一部国会議員からの支援を受けた。
- 伊藤は日本共産党・自由党が自主支援したほか市民団体「市民の市長をつくる会」からの支援を受けた。また、江田憲司、真山勇一ら旧維新の党出身の民進党の一部議員も支援[18]。同党の有田芳生も伊藤の応援演説を行った[9]。

## 選挙結果
2017年横浜市長選挙投票先
投開票の結果、現職・林が、元衆議院議員・長島と元横浜市議・伊藤の両新人候補に勝利し、3選を決めた。一方、敗れた2候補はカジノ誘致反対や中学校給食実現を争点に掲げたが、結果的に似通った政策となってしまい、反現職票を2人で票を分け合う形となってしまった。
※当日有権者数：3,062,061人 最終投票率：37.21%（前回比：+8.16pts）
| 候補者名 | 年齢 | 所属党派 | 新旧別 | 得票数    | 得票率 | 推薦・支持             |
| -------- | ---- | -------- | ------ | --------- | ------ | ---------------------- |
| 林文子   | 71   | 無所属   | 現     | 598,115票 | 53.13% | 自由民主党・公明党推薦 |
| 長島一由 | 50   | 無所属   | 新     | 269,897票 | 23.98% |                        |
| 伊藤大貴 | 39   | 無所属   | 新     | 257,665票 | 22.89% |                        |

| 区         | 林文子  | 林文子 | 長島一由 | 長島一由 | 伊藤大貴 | 伊藤大貴 |
| 区         | 得票    | %      | 得票     | %        | 得票     | %        |
| ---------- | ------- | ------ | -------- | -------- | -------- | -------- |
| 合計       | 598,115 | 53.13% | 269,897  | 23.98%   | 257,665  | 22.89%   |
| 鶴見区     | 40,979  | 53.86% | 17,113   | 22.49%   | 17,990   | 23.65%   |
| 神奈川区   | 36,598  | 53.60% | 16,501   | 24.17%   | 15,177   | 22.23%   |
| 西区       | 16,921  | 56.23% | 6,930    | 23.03%   | 6,240    | 20.74%   |
| 中区       | 22,942  | 56.37% | 9,654    | 23.72%   | 8,102    | 19.91%   |
| 南区       | 32,426  | 56.24% | 13,066   | 22.66%   | 12,164   | 21.10%   |
| 港南区     | 38,280  | 54.02% | 17,853   | 25.19%   | 14,733   | 20.79%   |
| 保土ケ谷区 | 34,278  | 54.49% | 15,614   | 24.82%   | 13,020   | 20.70%   |
| 旭区       | 41,010  | 53.37% | 19,146   | 24.92%   | 16,688   | 21.72%   |
| 磯子区     | 27,948  | 53.28% | 13,310   | 25.38%   | 11,195   | 21.34%   |
| 金沢区     | 36,057  | 52.83% | 17,910   | 26.24%   | 14,288   | 20.93%   |
| 港北区     | 52,062  | 51.70% | 23,949   | 23.78%   | 24,695   | 24.52%   |
| 緑区       | 26,595  | 47.28% | 10,287   | 18.29%   | 19,373   | 34.44%   |
| 青葉区     | 42,564  | 48.14% | 21,418   | 24.23%   | 24,427   | 27.63%   |
| 都筑区     | 30,659  | 53.15% | 13,641   | 23.65%   | 13,386   | 23.20%   |
| 戸塚区     | 48,781  | 54.35% | 21,503   | 23.96%   | 19,464   | 21.69%   |
| 栄区       | 21,881  | 51.21% | 12,157   | 28.45%   | 8,689    | 20.34%   |
| 泉区       | 27,640  | 55.80% | 11,663   | 23.55%   | 10,231   | 20.65%   |
| 瀬谷区     | 20,494  | 56.18% | 8,182    | 22.43%   | 7,803    | 21.39%   |